# 鳳翔府
鳳翔府，唐朝时设置的府。

凤翔府在陕西省的位置（1820年）

本为岐州，唐玄宗时天下州改郡，是为扶风郡。至德二年（757年）十二月，置凤翔府，号西京。上元二年（761年），罢京，元年曰西都，未几复罢都。士贡：榛实、龙须席、蜡烛。户五万八千四百八十六，口三十八万四百六十三。下领九县：天兴县、岐山县、扶风县、麟游县、普润县、宝鸡县、虢县、郿县、盩厔县。
元朝，属于陕西行省。明朝洪武二年（1369年）三月，设立，领州一，县七。隶属陝西承宣布政使司。
清代凤翔府的评价：衝，繁。为鳳邠道治所。領縣七，州一：鳳翔縣、岐山縣、寶雞縣、扶風縣、郿縣、麟遊縣、汧阳縣、隴州。

## 历代凤翔尹
唐代凤翔尹
- 李晔（757年）
- 李齐物（758年）
- 严向（758年—759年）
- 薛景仙（759年）
- 王缙（759年—760年）
- 崔光远（760年）
- 李鼎（760年—761年）
- 高昇（761年—763年）
- 孙志直（763年—764年）
- 李抱玉（765年—770年）
- 皇甫温（770年）
- 李忠臣（770年）
- 李抱玉（771年—777年）
- 朱泚（777年—782年）
- 张镒（782年—783年）
- 韦皋（783年）
- 李楚琳（783年—784年）
- 李晟（784年—787年）
- 邢君牙（787年—798年）
- 张敬则（798年—807年）
- 李鄘（807年—809年）
- 孙璹（809年—811年）
- 李惟简（811年—818年）
- 李愬（818年）
- 郑馀庆（818年—819年）
- 李愿（819年—821年）
- 李光颜（821年）
- 李逊（821年—822年）
- 崔倰（822年）
- 王承元（822年—831年）
- 窦易直（831年—833年）
- 杜悰（833年）
- 李听（833年—835年）
- 郑注（835年）
- 陈君奕（835年—840年）
- 裴弘泰（840年—846年）
- 石雄（846年—847年）
- 崔珙（847年—849年）
- 李玭（849年—850年）
- 郑光（850年）
- 李业（850年—851年）
- 李拭（851年—852年）
- 崔珙（852年—854年）
- 裴识（854年—857年）
- 卢懿（857年）
- 蒋系（857年—859年）
- 卢简求（859年—860年）
- 裴休（860年—861年）
- 白敏中（861年—863年）
- 杜悰（863年）
- 刘异（863年—864年）
- 杜悰（864年—869年）
- 李蠙（870年—871年）
- 令狐绹（872年—879年）
- 刘邺（879年）
- 郑畋（879年—881年）
- 李昌言（881年—884年）
- 李昌符（884年—887年）
- 李茂贞（887年—924年）
- 徐彦若（893年）
- 李嗣周（897年）[5]

金代凤翔尹
- 张中彦（1146年-1148年）
- 庞迪（1156年-1160年）
- 完颜宗永（1160年-1162年）
- 孛术鲁定方（1162年）
- 白彦敬（1164年-1166年）
- 乌古论三合（1170年-1172年）
- 乌延查剌（1179年-1181年）
- 蒲察通（1189年）
- 完颜襄（1190年）
- 完颜昱（1205年-1206年）
- 完颜赛不（1215年）
- 完颜闾山（1216年-1217年）
- 完颜仲元（1221年-1223年）
- 郭虾蟆（1224年）
- 禾速嘉国鉴（1226年-1227年）
- 夹谷撒合（1229年）[6]

## 延伸阅读
[在维基数据编辑]
 《欽定古今圖書集成·方輿彙編·職方典·鳳翔府部》，出自陈梦雷《古今圖書集成》